# Водолюбы (род)

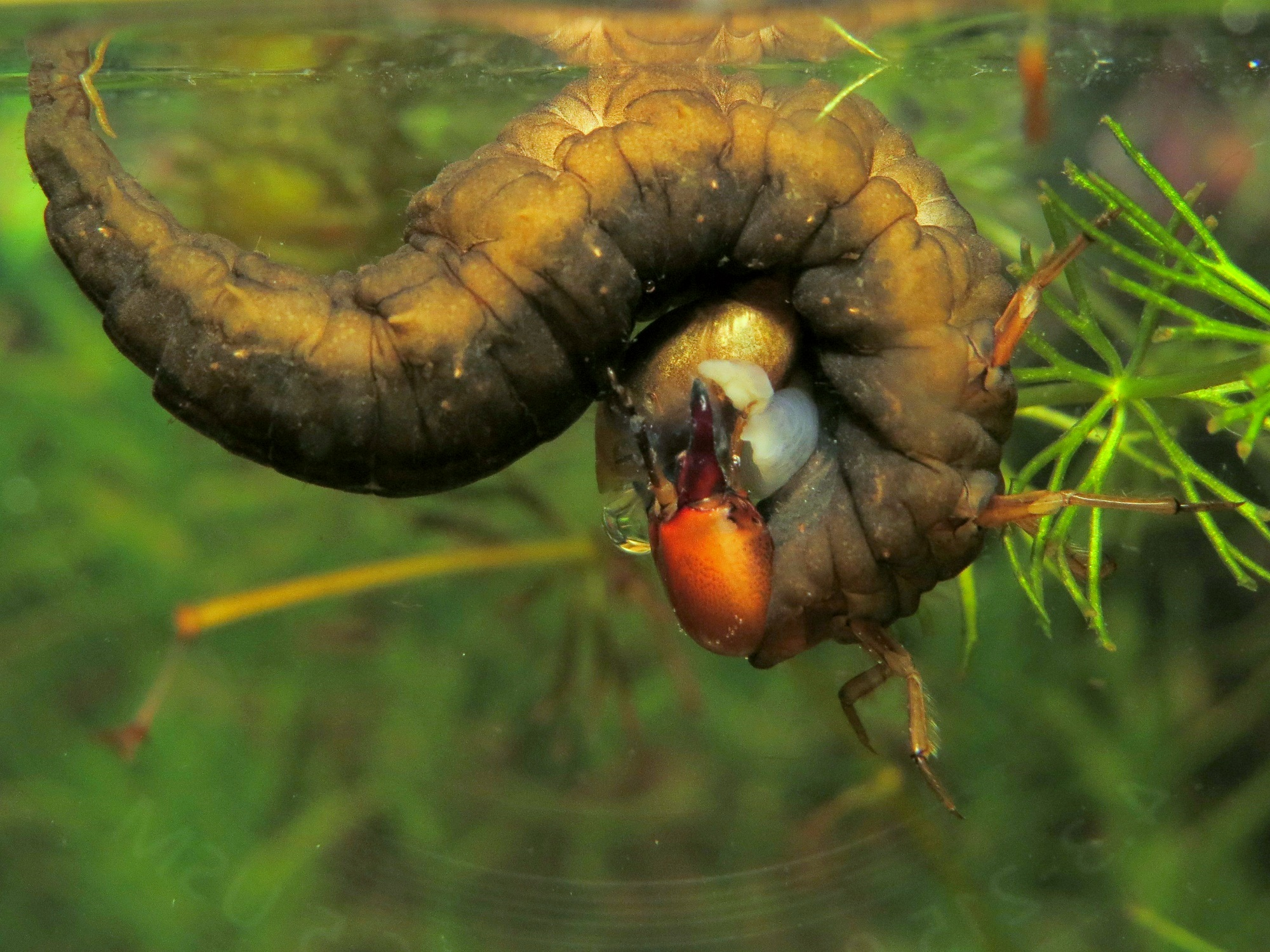
Личинка водолюба поедает моллюска

Водолюбы малые (лат. Hydrophilus) — род крупных жуков семейства водолюбы.

## Описание
Крупные и средних размеров водные жуки с длиной тела до 30—48 мм. Имеют интенсивно чёрную окраску тела с оливковым отливом. Низ брюшка округло-выпуклой формы. Обитают среди водной растительности в крупных водоёмах с чистой стоячей водой. Жуки дышат атмосферным воздухом и поднимается за ним к поверхности воды, приближая к ней голову. Жуки питаются гниющими растительными остатками, личинки же преимущественно являются активными хищниками.

## Виды

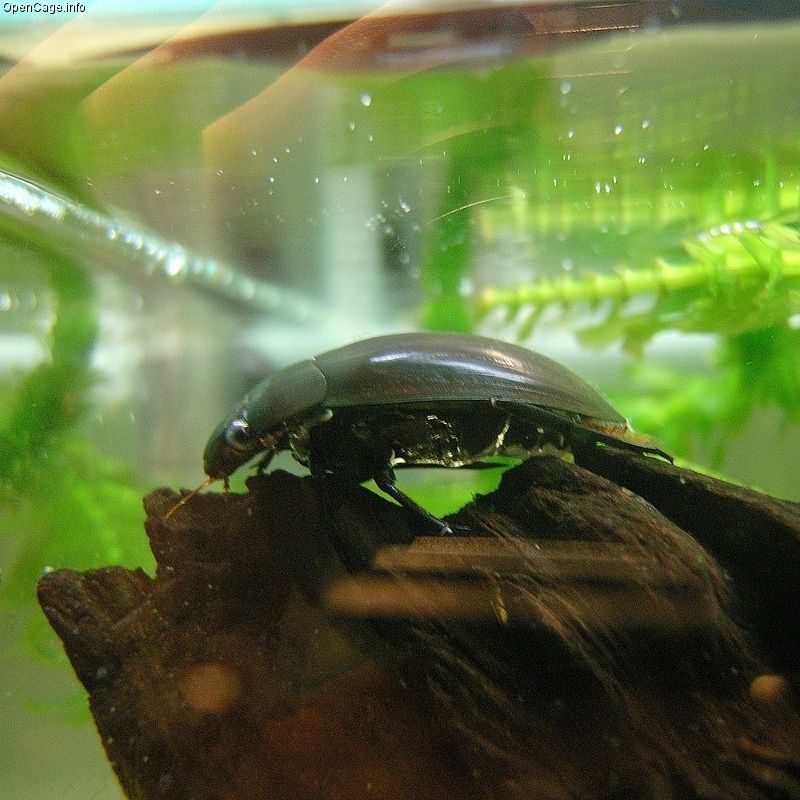
Hydrophilus acuminatus

- Hydrophilus aculeatus (Solier, 1834)
- Hydrophilus acuminatus Motschulsky, 1853
- Hydrophilus albipes Castelnau, 1840
- Водолюб большой чёрный (Hydrophilus aterrimus (Eschscholtz, 1822))
- Hydrophilus atricapillus Duftschmid, 1805
- Hydrophilus bilineatus
- Hydrophilus brevispina Fairmaire, 1879
- Hydrophilus caschmirensis Redtenbacher, 1844
- Hydrophilus ensifer Brullé, 1837
- Hydrophilus foveolatus (Régimbart, 1901)
- Hydrophilus guarani (Bachmann, 1966)
- Hydrophilus hastatus (Herbst, 1779)
- Hydrophilus indicus (Bedel, 1891)
- Hydrophilus infrequens Watts, 1988
- Hydrophilus latipalpus Castelnau, 1840
- Hydrophilus macronyx (Régimbart, 1901)
- Hydrophilus ovatus Gemminger and Harold 1868
- Hydrophilus pedipalpus (Bedel, 1891)
- Водолюб большой тёмный (Hydrophilus piceus (Linnaeus, 1758))
- Hydrophilus picicornis Chevrolat, 1863
- Hydrophilus pistaceus Laporte de Castelnau, 1840
- Hydrophilus rufus Scopoli, 1763
- Hydrophilus smaragdinus Brullé, 1837
- Hydrophilus triangularis Say
- Hydrophilus tricolor Herbst, 1784
- Hydrophilus wattsi Hansen, 1999